# Hohenwischer Brack

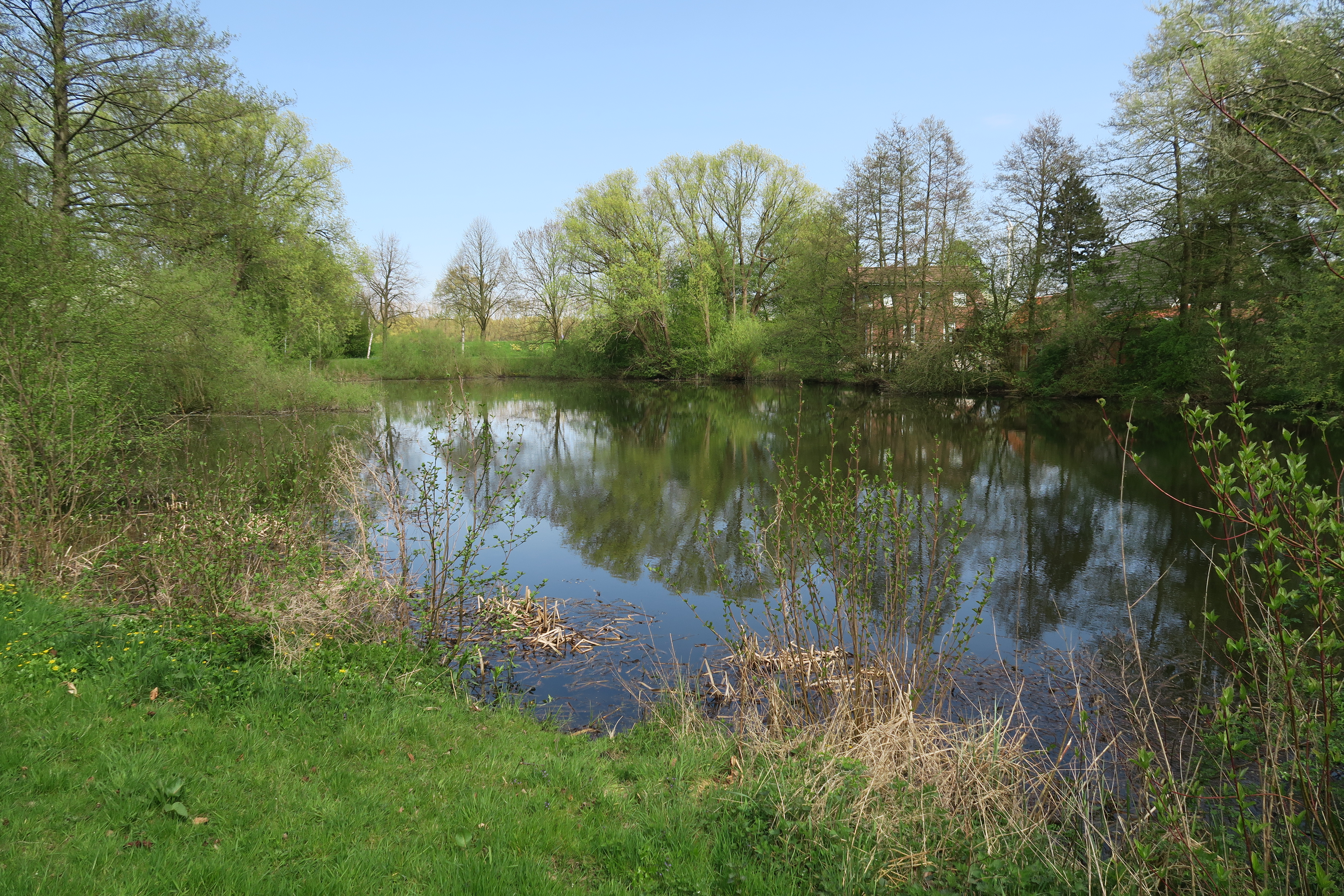
Hohenwischer Brack

Das Hohenwischer Brack ist ein Brack im Hamburger Stadtteil Francop. Es entstand durch Dammbruch bei der Sturmflut 1962. Der offizielle Name des Geotops lautet Flutbrack Hohenwisch.

## Lage und Beschreibung
Beim Hohenwischer Brack handelt sich um eine wassergefüllte Auskolkung im Uferbereich der Alten Süderelbe. Es befindet sich an der Ecke Hohenwischer Straße, Hinterdeich in Hamburg-Francop. Das Brack ist 0,7 Hektar groß und liegt 2 Meter über Normalnull. Sein Untergrund besteht aus holozänem Sand, darüber lagert eine drei Meter hohe Schicht aus Torf und Klei.
Das Gelände am Brack wird als Park und Erinnerungsstätte genutzt.

## Geschichte

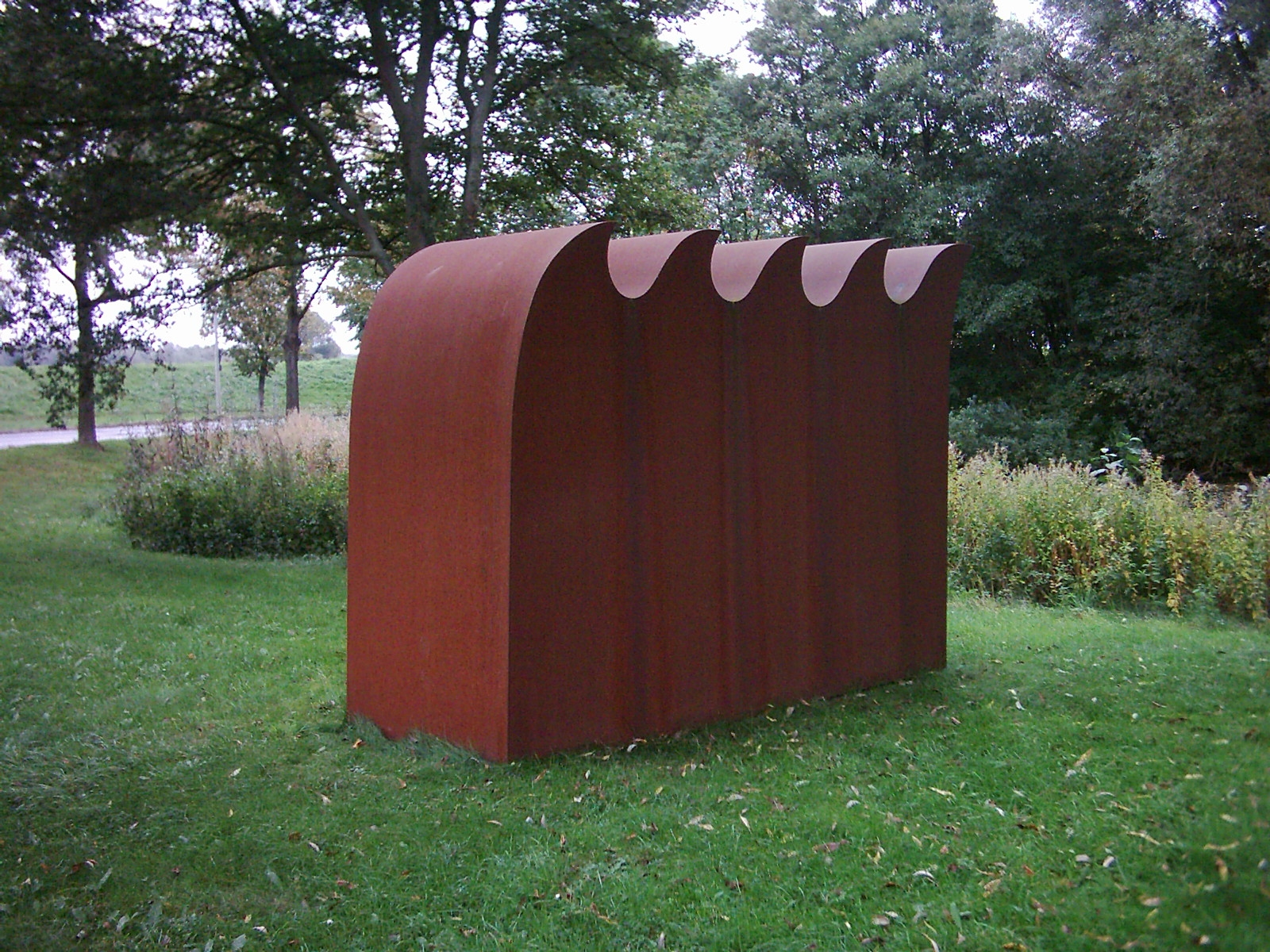
Flutdenkmal von Winni Schaak

Das Hohenwischer Brack ist das jüngste durch Deichbruch entstandene Brack in der Elbmarsch. Es entstand durch die Sturmflut am 17. Februar 1962, wobei ein Deich über 80 Meter Breite zerstört wurde und sich ein 10,7 Meter tiefer Kolk bildete. 26.900 Kubikmeter Bodenmaterial wurden erodiert und lagerten sich überwiegend in einem 800 Meter langen und 400 Meter breiten Schwemmfächer ab.
Im März 1962 kartierte eine Arbeitsgruppe des Instituts für Geographie der Universität Hamburg das Hohenwischer Brack.
2002 wurde anlässlich des 40. Gedenktags der Flutkatastrophe ein vom Moorburger Bildhauer Winni Schaak geschaffenes, wellenartig geformtes Memorial aufgestellt.

## Bedeutung
Eine Besonderheit des Hohenwischer Bracks ist, dass seine Entstehung und Ursprungsform im Gegensatz zu vielen anderen genau dokumentiert ist. Es gehört zu den acht als überregional bedeutend eingestuften Geotopen von insgesamt 32 Geotopen in Hamburg.